# تصنيف كوبن للمناخ
| Af Am Aw |  | BWh BWk BSh BSk |  | Csa Csb |  | Cwa Cwb |  | Cfa Cfb Cfc |  | Dsa Dsb Dsc Dsd |  | Dwa Dwb Dwc Dwd |  | Dfa Dfb Dfc Dfd |  | ET EF |

توزيع الأقاليم المناخية في العالم

تصنيف كوبن للمناخ (بالإنجليزية: Köppen climate classification) هو نوع من أنواع تصنيفات المناخ مبني على التساقطات ودرجات الحرارة. اخترعه عالم المناخ الألماني-الروسي فلاديمير بيتر كوبن عام 1900 عبر جمعه لخريطة الغطاء النباتي العالمي الصادرة سنة 1866، وخريطة تقسيم المناخ لخمسة نطاقات لألفونسو بيرام دي كاندول.
هذا التقسيم هو الأكثر شهرة بعد أن عدله رودولف غيجر سنة 1961، حيث أن عدداً كبيراً من البحوث والمنشورات المتعلقة بالمناخ قد اعتمدت واحدة من عدة نسخ لهذا النظام. تبقى خريطة كوبن غيجر مرجعا إلى اليوم في علم المياه والجغرافيا والفلاحة والبيولوجيا وعلم المناخ، بفضل تحديثاتها المتكررة.
تأسست عدة تصنيفات إضافية لهذا المناخ، لتلائم الحيومات المختلفة، كـتصنيف تريويرثا للمناخ الذي أضاف متغيرات جديدة، ورغم ذلك فإن هذا التصنيف قليل الاستعمال. يعبر عن مناخ ما حسب هذا التصنيف بترميز من حرفين أو ثلاثة أحرف لاتينية كما حدده فلاديمير كوبن في آخر نسخة نشرها هو سنة 1936.
تصنيف مناخ كوبن هو أحد أنظمة تصنيف المناخ الأكثر استخدامًا. تم نشره لأول مرة من قبل عالم المناخ الألماني الروسي فلاديمير كوبن (1846-1940) في عام 1884،  مع العديد من التعديلات اللاحقة بواسطة كوبن، ولا سيما في عامي 1918 و1936. في وقت لاحق، أدخل عالم المناخ رودولف جيجر (1894-1981) بعض التغييرات على نظام التصنيف، والذي يسمى أحيانًا نظام تصنيف مناخ كوبن - جيجر.
يقسم تصنيف مناخ كوبن المناخات إلى خمس مجموعات مناخية رئيسية، مع تقسيم كل مجموعة على أساس هطول الأمطار الموسمية وأنماط درجات الحرارة. المجموعات الخمس الرئيسية هي أ (استوائي) وب (جاف) وج (معتدل) ود (قاري) وهـ (قطبي). يتم تمثيل كل مجموعة ومجموعة فرعية بحرف. يتم تعيين مجموعة رئيسية لجميع المناخات (الحرف الأول). يتم تعيين مجموعة فرعية موسمية لهطول الأمطار (الحرف الثاني) لجميع المناخات باستثناء تلك الموجودة في المجموعة هـ. على سبيل المثال، يشير Af إلى مناخ الغابات المطيرة الاستوائية. يخصص النظام مجموعة فرعية لدرجة الحرارة لجميع المجموعات بخلاف تلك الموجودة في المجموعة أ، يشار إليها بالحرف الثالث للمناخات في ب وج ود، والحرف الثاني للمناخات في هـ. على سبيل المثال، يشير Cfb إلى مناخ محيطي مع صيف دافئ كما هو مبين في النهاية ب. يتم تصنيف المناخات بناءً على معايير محددة فريدة لكل نوع مناخي.
نظرًا لأن كوبن صمم النظام بناءً على خبرته كعالم نبات، فإن مجموعاته المناخية الرئيسية تعتمد على أنواع النباتات التي تنمو في منطقة تصنيف مناخية معينة. بالإضافة إلى تحديد المناخات، يمكن استخدام النظام لتحليل ظروف النظام البيئي وتحديد الأنواع الرئيسية للنباتات داخل المناخات. نظرًا لارتباطه بعمر النبات في منطقة معينة، فإن النظام مفيد في التنبؤ بالتغيرات المستقبلية في عمر النبات داخل تلك المنطقة.
تم تعديل نظام تصنيف مناخ كوبن، ضمن نظام تصنيف مناخ تريوارثا في منتصف الستينيات (تمت مراجعته في 1980). سعى نظام تريوارثا إلى إنشاء منطقة مناخية أكثر دقة في خطوط العرض الوسطى، والتي كانت واحدة من الانتقادات لنظام كوبن (كانت مجموعة المناخ C واسعة جدًا). :200–1

## ملخص
| الأول       | الثاني                          | الثالث |
| ----------- | ------------------------------- | ------ |
| أ (استوائي) | f (الغابات المطيرة)             |        |
| أ (استوائي) | م (مونسون)                      |        |
| أ (استوائي) | ث (سافانا، شتاء جاف)            |        |
| أ (استوائي) | ق (السافانا، الصيف الجاف)       |        |
| ب (جاف)     | W (الصحراء)                     |        |
| ب (جاف)     | S (السهوب)                      |        |
| ب (جاف)     | ح (ساخن)                        |        |
| ب (جاف)     | ك (بارد)                        |        |
| ج (معتدل)   | ث (شتاء جاف)                    |        |
| ج (معتدل)   | و (لا موسم جاف)                 |        |
| ج (معتدل)   | ق (صيف جاف)                     |        |
| ج (معتدل)   | أ (صيف حار)                     |        |
| ج (معتدل)   | ب (صيف دافئ)                    |        |
| ج (معتدل)   | ج (صيف بارد)                    |        |
| د (قاري)    | ث (شتاء جاف)                    |        |
| د (قاري)    | و (لا موسم جاف)                 |        |
| د (قاري)    | ق (صيف جاف)                     |        |
| د (قاري)    | أ (صيف حار)                     |        |
| د (قاري)    | ب (صيف دافئ)                    |        |
| د (قاري)    | ج (صيف بارد)                    |        |
| د (قاري)    | د (شتاء شديد البرودة)           |        |
| هـ (قطبي)   | تي (التندرا)                    |        |
| هـ (قطبي)   | F (الصقيع الأبدي (غطاء الجليد)) |        |

يقسم مخطط تصنيف مناخ كوبن المناخات إلى خمس مجموعات مناخية رئيسية: A (استوائي)، B (جاف)، C (معتدل)، D (قاري)، E (قطبي). يشير الحرف الثاني إلى نوع هطول الأمطار الموسمي، بينما يشير الحرف الثالث إلى مستوى الحرارة. يتم تعريف الصيف على أنه فترة الستة أشهر التي تكون أكثر دفئًا إما من أبريل إلى سبتمبر و/ أو أكتوبر - مارس بينما الشتاء هو فترة الستة أشهر التي تكون أكثر برودة.

### المجموعة أ: المناخات الاستوائية
هذا النوع من المناخ له كل شهر في السنة بمتوسط درجة حرارة 18 °م (64.4 °ف) أو أعلى، مع هطول كبير.
- Af = مناخ الغابات الاستوائية المطيرة؛ متوسط هطول الأمطار لا يقل عن 60 مليمتر (2.4 بوصة) في كل شهر.
- Am = مناخ الرياح الموسمية الاستوائية؛ شهر جاف (والذي يحدث دائمًا تقريبًا في أو بعد الانقلاب الشتوي في هذا الجانب من خط الاستواء) مع هطول أقل من 60 مليمتر (2.4 بوصة)، ولكن على الأقل {\textstyle 100-\left({\frac {Total\ Annual\ Precipitation\ (mm)}{25}}\right)}.[8][10]
- Aw أو As = مناخ استوائي رطب وجاف أو مناخ السافانا ؛ مع أكثر الشهور جفافاً حيث هطول الأمطار أقل من 60 مليمتر (2.4 بوصة) وأقل من {\textstyle 100-\left({\frac {Total\ Annual\ Precipitation\ (mm)}{25}}\right)}.[8][10]

### المجموعة ب: المناخات الجافة
يتم تعريف هذا النوع من المناخ من خلال قلة هطول الأمطار.
يتم تحديد العتبة بالمليمترات بضرب متوسط درجة الحرارة السنوية بالدرجة المئوية في 20، ثم إضافة:
(أ) 280 إذا كان 70٪ أو أكثر من إجمالي هطول الأمطار في فصلي الربيع والصيف (أبريل-سبتمبر في نصف الكرة الشمالي، أو أكتوبر-مارس في الجنوب)، أو
(ب) 140 إذا تم تلقي 30٪ - 70٪ من إجمالي التهطال خلال فصلي الربيع والصيف، أو
(ج) 0 إذا تم استقبال أقل من 30٪ من إجمالي هطول الأمطار خلال فصلي الربيع والصيف.
إذا كان هطول الأمطار السنوي أقل من 50٪ من هذه العتبة، فإن التصنيف هو BW (جاف: مناخ صحراوي)؛ إذا كان في حدود 50٪ - 100٪ من العتبة، فإن التصنيف هو BS (شبه جاف: مناخ السهوب).
يمكن تضمين حرف ثالث للإشارة إلى درجة الحرارة. في الأصل، كان h يشير إلى مناخ خطوط العرض المنخفضة (متوسط درجة الحرارة السنوية فوق 18 °م (64.4 °ف)) بينما يشير k إلى مناخ خط العرض المتوسط (متوسط درجة الحرارة السنوية أقل من 18 °C)، ولكن الممارسة الأكثر شيوعًا اليوم، خاصة في الولايات المتحدة، هي استخدام h لتعني أن أبرد شهر به متوسط درجة حرارة أعلى من 0 °م (32 °ف) (أو −3 °م (27 °ف))، حيث تشير k إلى أن متوسطات شهر واحد على الأقل أقل من 0 درجة مئوية (أو −3 °م (27 °ف)). بالإضافة إلى ذلك، يتم استخدام n للإشارة إلى مناخ يتميز بضباب متكرر وH للارتفاعات العالية.
- BWh = مناخ صحراوي حار.
- BWk = مناخ صحراوي بارد.
- BSh = مناخ حار شبه جاف.
- BSk = مناخ بارد شبه جاف.

### المجموعة ج: المناخات المعتدلة
هذا النوع من المناخ لديه أبرد شهر بمتوسط 0 °م (32 °ف)  (أو −3 °م (27 °ف))  و18 °م (64.4 °ف) وشهر واحد على الأقل بمتوسط أعلى من 10 °م (50 °ف). لتوزيع هطول الأمطار في المواقع التي تفي بصيف جاف (CS) وشتاء جاف (CW)، يُعتبر أن الموقع به صيف رطب (CW) عندما يسقط المزيد من الأمطار خلال أشهر الصيف عن أشهر الشتاء بينما يعتبر الموقع صيفًا جافًا (CS) عندما يسقط المزيد من الأمطار خلال أشهر الشتاء. ينطبق هذا المعيار الإضافي على المواقع التي تفي بكل من DS وDW أيضًا.
- Cfa = مناخ شبه استوائي رطب؛ أبرد شهر بمتوسط أعلى من 0 °م (32 °ف) (أو −3 °م (27 °ف))، متوسط درجة الحرارة لشهر واحد على الأقل أعلى من 22 °م (71.6 °ف)، وأربعة أشهر على الأقل بمتوسط أعلى من 10 °م (50 °ف). لا يوجد فرق كبير في هطول الأمطار بين المواسم (لم تتحقق مجموعة الشروط المذكورة أعلاه). لا شهور جافة في الصيف.
- Cfb = مناخ محيطي معتدل؛ أبرد شهر بمتوسط أعلى من 0 °م (32 °ف) (أو −3 °م (27 °ف))، كل الشهور بمتوسط درجات حرارة أقل من 22 °م (71.6 °ف)، وأربعة أشهر على الأقل بمتوسط أعلى من 10 °م (50 °ف). لا يوجد فرق كبير في هطول الأمطار بين المواسم (لم تتحقق مجموعة الشروط المذكورة أعلاه).
- مركبات الكربون الكلورية فلورية = المناخ المحيطي (Subpolar). أبرد شهر بمتوسط أعلى من 0 °م (32 °ف) (أو −3 °م (27 °ف)) و1-3 أشهر بمتوسط أعلى من 10 °م (50 °ف). لا يوجد فرق كبير في هطول الأمطار بين المواسم (لم تتحقق مجموعة الشروط المذكورة أعلاه).
- Cwa = مناخ شبه استوائي رطب متأثر بالرياح الموسمية ؛ أبرد شهر بمتوسط أعلى من 0 °م (32 °ف) (أو −3 °م (27 °ف))، متوسط درجة الحرارة لشهر واحد على الأقل أعلى من 22 °م (71.6 °ف)، وأربعة أشهر على الأقل بمتوسط أعلى من 10 °م (50 °ف). ما لا يقل عن عشرة أضعاف كمية الأمطار في أكثر شهور الصيف أمطارًا كما هو الحال في أكثر شهور الشتاء جفافاً (التعريف البديل هو 70٪ أو أكثر من متوسط هطول الأمطار السنوي الذي يتم تلقيه في الأشهر الستة الأكثر دفئًا).
- Cwb = مناخ المرتفعات شبه الاستوائية أو مناخ المحيط المعتدل المتأثر بالرياح الموسمية؛ أبرد شهر بمتوسط أعلى من 0 °م (32 °ف) (أو −3 °م (27 °ف))، كل الشهور بمتوسط درجات حرارة أقل من 22 °م (71.6 °ف)، وأربعة أشهر على الأقل بمتوسط أعلى من 10 °م (50 °ف). ما لا يقل عن عشرة أضعاف كمية الأمطار في أكثر شهور الصيف أمطارًا كما هو الحال في أكثر شهور الشتاء جفافاً (تعريف بديل هو 70٪ أو أكثر من متوسط هطول الأمطار السنوي الذي يتم تلقيه في الأشهر الستة الأكثر دفئًا).
- Cwc = مناخ المرتفعات شبه الاستوائي البارد أو المناخ المحيطي شبه القطبي المتأثر بالرياح الموسمية؛ أبرد شهر بمتوسط أعلى من 0 °م (32 °ف) (أو −3 °م (27 °ف)) و1-3 أشهر بمتوسط أعلى من 10 °م (50 °ف). ما لا يقل عن عشرة أضعاف كمية الأمطار في أكثر شهور الصيف أمطارًا كما هو الحال في أكثر شهور الشتاء جفافاً (التعريف البديل هو 70٪ أو أكثر من متوسط هطول الأمطار السنوي الذي يتم تلقيه في الأشهر الستة الأكثر دفئًا).
- Csa = مناخ البحر الأبيض المتوسط الحار في الصيف؛ أبرد شهر بمتوسط أعلى من 0 °م (32 °ف) (أو −3 °م (27 °ف))، متوسط درجة الحرارة لشهر واحد على الأقل أعلى من 22 °م (71.6 °ف)، وأربعة أشهر على الأقل بمتوسط أعلى من 10 °م (50 °ف). ما لا يقل عن ثلاثة أضعاف هطول الأمطار في أكثر شهور الشتاء أمطارًا كما هو الحال في أكثر شهور الصيف جفافاً، بينما يتلقى الشهر الأكثر جفافاً في الصيف أقل من 30 مليمتر (1.2 بوصة) .
- Csb = مناخ البحر الأبيض المتوسط الدافئ؛ أبرد شهر بمتوسط أعلى من 0 °م (32 °ف) (أو −3 °م (27 °ف))، كل الشهور بمتوسط درجات حرارة أقل من 22 °م (71.6 °ف)، وأربعة أشهر على الأقل بمتوسط أعلى من 10 °م (50 °ف). ما لا يقل عن ثلاثة أضعاف هطول الأمطار في أكثر شهور الشتاء أمطارًا كما هو الحال في أكثر شهور الصيف جفافاً، بينما يتلقى الشهر الأكثر جفافاً في الصيف أقل من 30 مليمتر (1.2 بوصة) .
- Csc = مناخ البحر الأبيض المتوسط الصيفي البارد؛ أبرد شهر بمتوسط أعلى من 0 °م (32 °ف) (أو −3 °م (27 °ف)) و1-3 أشهر بمتوسط أعلى من 10 °م (50 °ف). ما لا يقل عن ثلاثة أضعاف هطول الأمطار في أكثر شهور الشتاء أمطارًا كما هو الحال في أكثر شهور الصيف جفافاً، بينما يتلقى الشهر الأكثر جفافاً في الصيف أقل من 30 مليمتر (1.2 بوصة) .

### المجموعة الرابعة: المناخات القارية
هذا النوع من المناخ له شهر واحد على الأقل بمتوسط أقل من 0 °م (32 °ف) (أو −3 °م (27 °ف)) وشهر واحد على الأقل بمتوسط أعلى من 10 °م (50 °ف).
- Dfa = مناخ قاري رطب صيفي حار؛ أبرد شهر بمتوسط أقل من -0 درجة مئوية (32 درجة فهرنهايت) (أو -3 درجة مئوية (27 درجة فهرنهايت))، ومتوسط درجة الحرارة لشهر واحد على الأقل فوق 22 درجة مئوية (71.6 درجة فهرنهايت)، وأربعة أشهر على الأقل بمتوسط 10 درجة مئوية (50 درجة فهرنهايت). لا يوجد فرق كبير في هطول الأمطار بين المواسم (لم تتحقق مجموعة الشروط المذكورة أعلاه).
- Dfb = مناخ قاري رطب صيفي دافئ؛ أبرد شهور متوسطها أقل من -0 درجة مئوية (32 درجة فهرنهايت) (أو -3 درجة مئوية (27 درجة فهرنهايت))، وجميع الأشهر بمتوسط درجات حرارة أقل من 22 درجة مئوية (71.6 درجة فهرنهايت)، وأربعة أشهر على الأقل بمتوسط 10 درجات مئوية (50 درجة فهرنهايت). لا يوجد فرق كبير في هطول الأمطار بين المواسم (لم تتحقق مجموعة الشروط المذكورة أعلاه).
- Dfc = مناخ القطب الشمالي؛ أبرد شهور بمتوسط أقل من 0 درجة مئوية (32 درجة فهرنهايت) (أو -3 درجة مئوية (27 درجة فهرنهايت)) و1-3 أشهر بمتوسط أعلى من 10 درجات مئوية (50 درجة فهرنهايت). لا يوجد فرق كبير في هطول الأمطار بين المواسم (لم تتحقق مجموعة الشروط المذكورة أعلاه).
- Dfd = مناخ شبه قطبي شديد البرودة؛ أبرد الشهور بمتوسط أقل من -38 درجة مئوية (−36.4 درجة فهرنهايت) و1-3 أشهر بمتوسط أعلى من 10 درجات مئوية (50 درجة فهرنهايت). لا يوجد فرق كبير في هطول الأمطار بين المواسم (لم تتحقق مجموعة الشروط المذكورة أعلاه).
- Dwa = مناخ قاري حار رطب يتأثر بالرياح الموسمية؛ أبرد شهر يبلغ متوسطه أقل من 0 درجة مئوية (32 درجة فهرنهايت) (أو −3 درجة مئوية (27 درجة فهرنهايت))، ومتوسط درجة الحرارة لشهر واحد على الأقل فوق 22 درجة مئوية (71.6 درجة فهرنهايت)، وأربعة أشهر على الأقل بمتوسط أعلى من 10 درجات مئوية (50 درجة فهرنهايت). ما لا يقل عن عشرة أضعاف كمية الأمطار في أكثر شهور الصيف أمطارًا كما هو الحال في أكثر شهور الشتاء جفافاً (التعريف البديل هو 70٪ أو أكثر من متوسط هطول الأمطار السنوي الذي يتم تلقيه في الأشهر الستة الأكثر دفئًا).
- Dwb = مناخ قاري رطب دافئ يتأثر بالرياح الموسمية؛ أبرد شهور متوسطها أقل من 0 درجة مئوية (32 درجة فهرنهايت) (أو −3 درجة مئوية (27 درجة فهرنهايت))، جميع الأشهر بمتوسط درجات حرارة أقل من 22 درجة مئوية (71.6 درجة فهرنهايت)، وأربعة أشهر على الأقل بمتوسط أعلى من 10 درجة مئوية (50 درجة فهرنهايت). ما لا يقل عن عشرة أضعاف كمية الأمطار في أكثر شهور الصيف أمطارًا كما هو الحال في أكثر شهور الشتاء جفافاً (التعريف البديل هو 70٪ أو أكثر من متوسط هطول الأمطار السنوي الذي يتم تلقيه في الأشهر الستة الأكثر دفئًا).
- Dwc = مناخ شبه قطبي متأثر بالرياح الموسمية؛ أبرد شهور بمتوسط أقل من 0 درجة مئوية (32 درجة فهرنهايت) (أو -3 درجة مئوية (27 درجة فهرنهايت)) و1-3 أشهر بمتوسط أعلى من 10 درجات مئوية (50 درجة فهرنهايت). ما لا يقل عن عشرة أضعاف كمية الأمطار في أكثر شهور الصيف أمطارًا كما هو الحال في أكثر شهور الشتاء جفافاً (التعريف البديل هو 70٪ أو أكثر من متوسط هطول الأمطار السنوي الذي يتم تلقيه في الأشهر الستة الأكثر دفئًا).
- Dwd = مناخ شبه قطبي شديد البرودة متأثر بالرياح الموسمية؛ أبرد الشهور بمتوسط أقل من -38 درجة مئوية (−36.4 درجة فهرنهايت) و1-3 أشهر بمتوسط أعلى من 10 درجات مئوية (50 درجة فهرنهايت). ما لا يقل عن عشرة أضعاف كمية الأمطار في أكثر شهور الصيف أمطارًا كما هو الحال في أكثر شهور الشتاء جفافاً (التعريف البديل هو 70٪ أو أكثر من متوسط هطول الأمطار السنوي الذي يتم تلقيه في الأشهر الستة الأكثر دفئًا).
- Dsa = مناخ قاري حار صيفي رطب متأثر بالبحر المتوسط؛ أبرد شهر يبلغ متوسطه أقل من 0 درجة مئوية (32 درجة فهرنهايت) (أو −3 درجة مئوية (27 درجة فهرنهايت))، ومتوسط درجة الحرارة لأدفأ شهر فوق 22 درجة مئوية (71.6 درجة فهرنهايت) وأربعة أشهر على الأقل بمتوسط 10 درجة مئوية (50 درجة فهرنهايت). ما لا يقل عن ثلاثة أضعاف هطول الأمطار في أكثر شهور الشتاء أمطارًا كما هو الحال في أكثر شهور الصيف جفافاً، بينما يتلقى الشهر الأكثر جفافاً في الصيف أقل من 30 ملم (1.2 بوصة).
- Dsb = مناخ قاري دافئ صيفي رطب متأثر بمنطقة البحر الأبيض المتوسط؛ أبرد شهر يبلغ متوسطه أقل من 0 درجة مئوية (32 درجة فهرنهايت) (أو −3 درجة مئوية (27 درجة فهرنهايت))، ومتوسط درجة الحرارة لأدفأ شهر أقل من 22 درجة مئوية (71.6 درجة فهرنهايت) وأربعة أشهر على الأقل بمتوسط أعلى من 10 درجة مئوية (50 درجة فهرنهايت). ما لا يقل عن ثلاثة أضعاف هطول الأمطار في أكثر شهور الشتاء أمطارًا كما هو الحال في أكثر شهور الصيف جفافاً، بينما يتلقى الشهر الأكثر جفافاً في الصيف أقل من 30 ملم (1.2 بوصة).
- Dsc = مناخ شبه قطبي متأثر بالبحر الأبيض المتوسط؛ أبرد شهور بمتوسط أقل من 0 درجة مئوية (32 درجة فهرنهايت) (أو -3 درجة مئوية (27 درجة فهرنهايت)) و1-3 أشهر بمتوسط أعلى من 10 درجات مئوية (50 درجة فهرنهايت). ما لا يقل عن ثلاثة أضعاف هطول الأمطار في أكثر شهور الشتاء أمطارًا كما هو الحال في أكثر شهور الصيف جفافاً، بينما يتلقى الشهر الأكثر جفافاً في الصيف أقل من 30 ملم (1.2 بوصة).
- Dsd = مناخ شبه قطبي شديد البرودة متأثر بالبحر الأبيض المتوسط؛ أبرد الشهور بمتوسط أقل من -38 درجة مئوية (−36.4 درجة فهرنهايت) و1-3 أشهر بمتوسط أعلى من 10 درجات مئوية (50 درجة فهرنهايت). ما لا يقل عن ثلاثة أضعاف هطول الأمطار في أكثر شهور الشتاء أمطارًا كما هو الحال في أكثر شهور الصيف جفافاً، بينما يتلقى الشهر الأكثر جفافاً في الصيف أقل من 30 ملم (1.2 بوصة).

المجموعة هـ: المناخات القطبية وجبال الألب
هذا النوع من المناخ له كل شهر في السنة بمتوسط درجة حرارة أقل من 10 °م (50 °ف).
- ET = مناخ التندرا ؛ متوسط درجة الحرارة لأدفأ شهر بين 0 °م (32 °ف) و10 °م (50 °ف).[8][10]
- EF = مناخ الغطاء الجليدي؛ الشتاء الأبدي، كل 12 شهرًا من العام بمتوسط درجات حرارة أقل من 0 °م (32 °ف).[8][10]

## المجموعة أ: المناخات الاستوائية / الضخمة

توزيع المناخ الاستوائي

تتميز المناخات المدارية بدرجات حرارة عالية ثابتة (عند مستوى سطح البحر والارتفاعات المنخفضة)؛ يبلغ متوسط درجات الحرارة في كل 12 شهرًا من العام 18 درجة مئوية (64.4 درجة فهرنهايت) أو أعلى؛ وهطول الأمطار السنوي مرتفع بشكل عام. وهي مقسمة على النحو التالي:

### مناخ الغابات الاستوائية المطيرة (Af)
يبلغ متوسط هطول الأمطار في جميع الأشهر الـ 12 60 مليمتر (2.4 بوصة). تحدث هذه المناخات عادة في حدود 10 درجات من خط الاستواء. هذا المناخ ليس له مواسم طبيعية من حيث التغيرات الحرارية والرطوبة. عندما يسيطر عليه نظام الضغط المنخفض الركود معظم أيام السنة بسبب وجود منطقة التقارب بين المداري (ITCZ) وعندما لا توجد أعاصير، يكون المناخ مؤهلاً ليكون استوائيًا. عندما تهيمن الرياح التجارية معظم أيام السنة، يكون المناخ مناخًا استوائيًا تجاريًا - رياحًا غابات مطيرة.

#### أمثلة Af
| - أبيا، ساموا. - باليكبابان، إندونيسيا. - مدينة دافاو، الفلبين. - جورج تاون، غيانا. - هيلو، هاواي، الولايات المتحدة. - هونيارا، جزر سليمان. - إينيسفيل، كوينزلاند، أستراليا. - إيشيجاكي، أوكيناوا، اليابان. - كمبالا، أوغندا. - كيسومو، كينيا. - كوالالمبور، ماليزيا. - كوتشينغ، ماليزيا. - لاي، بابوا غينيا الجديدة. | - ميدان، إندونيسيا. - موروني، جزر القمر. - باجو باجو، ساموا الأمريكية. - باراماريبو، سورينام. - بونتياناك، إندونيسيا. - كويبدو، كولومبيا. - راتنابورا، سري لانكا. - سلفادور دا باهيا، البرازيل. - سانتوس، ساو باولو، البرازيل. - سنغافورة - سوفا، فيجي. - تواماسينا، مدغشقر. - فيكتوريا، سيشيل. |

بعض الأماكن مع هذا المناخ هي في الواقع رطبة بشكل موحد ورتيب على مدار العام (على سبيل المثال، الساحل الشمالي الغربي للمحيط الهادئ لأمريكا الجنوبية والوسطى، من الإكوادور إلى كوستاريكا؛ انظر، على سبيل المثال، أنداغويا، كولومبيا)، ولكن في كثير من الحالات، فترة ارتفاع الشمس والأيام الأطول هي الأكثر رطوبة (كما في باليمبانج، إندونيسيا) أو قد يكون وقت انخفاض الشمس والأيام الأقصر أمطارًا أكثر (كما في سيتياوان، ماليزيا). من بين هذه الأماكن، يتمتع البعض بمناخ استوائي نقي (باليكبابان، كوالالمبور، كوتشينغ، لاي، ميدان، باراماريبو، بونتياناك وسنغافورة) مع آلية الهواء المهيمنة ITCZ ولا توجد أعاصير أو مناخ شبه استوائي مع أعاصير عرضية (دافاو، راتنابورا، فيكتوريا).
(ملاحظة. يشير المصطلح غير الموسمي إلى عدم وجود فروق كبيرة في المنطقة الاستوائية في ساعات النهار ومتوسط درجة الحرارة الشهرية (أو اليومية) على مدار العام. تحدث التغيرات الدورية السنوية في المناطق المدارية، ولكن ليس كما هو متوقع كتلك الموجودة في المنطقة المعتدلة، وإن لم تكن مرتبطة بدرجة الحرارة، ولكن بتوافر المياه سواء كان المطر، أو الضباب، أو التربة، أو المياه الجوفية. يتم ضبط استجابة النبات (على سبيل المثال، علم الفينولوجيا)، والحيوان (التغذية، والهجرة، والتكاثر، وما إلى ذلك)، والأنشطة البشرية (بذر النباتات، والحصاد، والصيد، وصيد الأسماك، وما إلى ذلك) مع هذه «الموسمية». في الواقع، في أمريكا الجنوبية الاستوائية وأمريكا الوسطى، يُطلق على «موسم الأمطار» (و «موسم ارتفاع المياه») اسم موسم رطب (بالإنجليزية: inverno)، على الرغم من أنه قد يحدث في صيف نصف الكرة الشمالي. وبالمثل، يُطلق على «موسم الجفاف» (و «موسم المياه المنخفضة») اسم verano أو verão، ويمكن أن يحدث في شتاء نصف الكرة الشمالي).

### صباحا: مناخ الرياح الموسمية الاستوائية
ينتج هذا النوع من المناخ عن الرياح الموسمية التي تغير اتجاهها حسب الفصول. يتميز هذا المناخ بشهر جاف (والذي يحدث دائمًا تقريبًا في أو بعد الانقلاب الشتوي في هذا الجانب من خط الاستواء) مع هطول أمطار أقل من 60 مليمتر (2.4 بوصة)، ولكن على الأقل {\textstyle 100-\left({\frac {Total\ Annual\ Precipitation\ (mm)}{25}}\right)} من متوسط هطول الأمطار الشهري. :208

#### أمثلة
| - كيرنز، كوينزلاند، أستراليا - شيتاغونغ، بنغلاديش. - كواتزاكوالكوس، المكسيك. - كوناكري، غينيا. - دوالا، الكاميرون. - فريتاون، سيراليون. - جوناري، فنزويلا. - هوي، ثوا ثين - مقاطعة هوى، فيتنام. - جاكرتا، إندونيسيا. - ثيروفانانثابورام، الهند. - ليبرفيل، غابون. - مالابو، غينيا الاستوائية. - ماليه، جزر المالديف. | - مانجالور، الهند. - ميامي، فلوريدا، الولايات المتحدة. - مونروفيا، ليبيريا. - سان بيدرو سولا، هندوراس. - بورت هاركورت، ولاية ريفرز، نيجيريا. - بويرتو أياكوتشو، فنزويلا. - مدينة تشيونغهاي، الصين. - ريسيفي، بيرنامبوكو، البرازيل. - سان خوان، بورتوريكو، الولايات المتحدة. - سانتو دومينغو، جمهورية الدومينيكان. - تايتونج، تايوان. - يانغون، ميانمار. - مدينة زنجبار، تنزانيا. |

### مناخ السافانا الاستوائية (Aw / As)

#### مناخ السافانا الاستوائية بخصائص الشتاء الجاف (Aw)
تتميز مناخات Aw بموسم جاف واضح، حيث يكون هطول الأمطار في الشهر الأكثر جفافًا أقل من 60 مليمتر (2.4 بوصة) وأقل من {\textstyle 100-\left({\frac {Total\ Annual\ Precipitation\ (mm)}{25}}\right)} من متوسط هطول الأمطار الشهري. :208–11

#### أمثلة Aw
| - أبيدجان، ساحل العاج. - أبوجا، نيجيريا. - باماكو، مالي. - بانكوك، تايلاند. - بانجول، غامبيا. - باركيسيميتو، فنزويلا. - بارانكويلا، كولومبيا. - برازيليا، البرازيل. - برازافيل، جمهورية الكونغو. - بوجومبورا، بوروندي. - كالي، كولومبيا. - كانكون، المكسيك. - كاراكاس، فنزويلا. - قرطاجنة، كولومبيا. - تشيناي، تاميل نادو، الهند. - دار السلام، تنزانيا. - داروين، الإقليم الشمالي، أستراليا. - دكا، بنغلاديش. - ديلي، تيمور الشرقية. - مدينة غواتيمالا، غواتيمالا. - غواياكيل، إكوادور. - هافانا، كوبا. - مدينة هوشي منه، فيتنام. - حيدر أباد، تيلانجانا، الهند. - كانو، نيجيريا. - كاوشيونغ، تايوان. | - كي ويست، فلوريدا، الولايات المتحدة. - كيغالي، رواندا. - كينغستون، جامايكا. - كينشاسا، جمهورية الكونغو الديمقراطية. - كو ساموي، تايلاند. - كولكاتا، غرب البنغال، الهند. - كوماسي، غانا. - كوبانغ، إندونيسيا. - لاغوس، ولاية لاغوس، نيجيريا. - ماندالاي، ميانمار. - مابوتو، موزمبيق. - مومباي، ماهاراشترا، الهند. - مدينة بنما، بنما. - بنوم بنه، كمبوديا. - بورت أو برنس، هايتي. - بورت أوف سبين، ترينيداد وتوباغو. - ريو دي جانيرو، البرازيل. - سانتا كروز دي لا سييرا، بوليفيا. - سانيا، هاينان، الصين. - سورابايا، إندونيسيا. - تيغوسيغالبا، هندوراس. - تاونسفيل، كوينزلاند، أستراليا. - فيراكروز، فيراكروز، المكسيك. - فينتيان، لاوس. - ياوندي، الكاميرون. |

تم العثور على معظم الأماكن التي لديها هذا المناخ على الحواف الخارجية للمنطقة الاستوائية من سن المراهقة المنخفضة إلى خطوط عرض منتصف العشرينات، ولكن في بعض الأحيان موقع داخلي استوائي (على سبيل المثال، سان ماركوس، أنتيوكيا، كولومبيا) مؤهل أيضًا. في الواقع، ساحل البحر الكاريبي، شرقًا من خليج أورابا على حدود كولومبيا - بنما إلى دلتا نهر أورينوكو، على المحيط الأطلسي (حوالي 4000 كيلومترات)، لها فترات جفاف طويلة (أقصى ها هو مناخ BSh (انظر أدناه)، الذي يتميز بتساقط منخفض جدًا وغير موثوق به، على سبيل المثال، في مناطق واسعة في غواخيرا، وكورو، غرب فنزويلا، في أقصى شمال شبه الجزيرة في الجنوب أمريكا، التي تتلقى أقل من 300 مم إجمالي هطول الأمطار السنوي، عمليا كل شهرين أو ثلاثة أشهر).
تمتد هذه الحالة إلى جزر الأنتيل الصغرى وجزر الأنتيل الكبرى التي تشكل الحزام الجاف حول البحر الكاريبي. طول موسم الجفاف وشدته يتناقصان في الداخل (جنوبًا)؛ عند خط عرض نهر الأمازون - الذي يتدفق باتجاه الشرق، جنوب الخط الاستوائي - المناخ هو Af. شرقًا من جبال الأنديز، بين منطقة البحر الكاريبي الجافة والقاحلة والأمازون الرطبة دائمًا، يوجد نهر أورينوكو بسهول اللانوس أو السافانا، حيث أخذ هذا المناخ اسمه.

#### على النحو التالي: مناخ السافانا الاستوائية مع خصائص الصيف الجاف
في بعض الأحيان كما يستخدم بدلاً من Aw إذا كان موسم الجفاف يحدث خلال وقت ارتفاع الشمس وأطول أيام (خلال الصيف). هذا هو الحال في أجزاء من هاواي، وشمال غرب جمهورية الدومينيكان، وشرق إفريقيا، والساحل البرازيلي الشمالي الشرقي. ومع ذلك، في معظم الأماكن ذات المناخات الاستوائية الرطبة والجافة، يحدث موسم الجفاف خلال فترة انخفاض الشمس والأيام الأقصر بسبب تأثيرات ظل المطر خلال جزء «الشمس المرتفعة» من العام.

#### أمثلة AS
| - لاناي سيتي ، هاواي، الولايات المتحدة. - مونت كريستي، جمهورية الدومينيكان. - ناتال، البرازيل. - فورتاليزا، البرازيل. - ساو لويس، البرازيل. - مومباسا، كينيا. | - ساو تومي، ساو تومي وبرينسيبي. - كيب كوست، غانا. - ترينكومالي، سري لانكا. - جافنا، سريلانكا. - نها ترانج، فيتنام. |

## المجموعة ب: المناخات الجافة (الصحراوية وشبه الجافة)

توزيع المناخ الجاف

تتميز هذه المناخات بكمية هطول الأمطار السنوية أقل من قيمة العتبة التي تقترب من التبخر المحتمل. :212 يتم حساب قيمة العتبة (بالمليمترات) على النحو التالي:
اضرب متوسط درجة الحرارة السنوية بالدرجة المئوية في 20، ثم أضف
(أ) 280 إذا كان 70٪ أو أكثر من إجمالي هطول الأمطار في منتصف السنة ذات أشعة الشمس العالية (أبريل حتى سبتمبر في نصف الكرة الشمالي، أو أكتوبر حتى مارس في الجنوب)، أو
(ب) 140 إذا تم استلام 30٪ - 70٪ من إجمالي التهطال خلال الفترة المطبقة، أو
(ج) 0 إذا تم استقبال أقل من 30٪ من إجمالي التهطال.
وفقًا لنظام تصنيف كوبن المعدل الذي يستخدمه علماء المناخ الحديثون، يتم أخذ إجمالي هطول الأمطار في الأشهر الستة الأكثر دفئًا كمرجع بدلاً من إجمالي هطول الأمطار في نصف السنة ذات أشعة الشمس العالية.
إذا كان هطول الأمطار السنوي أقل من 50٪ من هذه العتبة، فإن التصنيف هو BW (جاف: مناخ صحراوي)؛ إذا كان في حدود 50٪ - 100٪ من العتبة، فإن التصنيف هو BS (شبه جاف: مناخ السهوب).
يمكن تضمين حرف ثالث للإشارة إلى درجة الحرارة. في الأصل، كان h يشير إلى مناخ خطوط العرض المنخفضة (متوسط درجة الحرارة السنوية فوق 18 °C) بينما يشير k إلى مناخ خط العرض المتوسط (متوسط درجة الحرارة السنوية أقل من 18 °C)، ولكن الممارسة الأكثر شيوعًا اليوم، خاصة في الولايات المتحدة، هي استخدام h لتعني أن أبرد شهر به متوسط درجة حرارة أعلى من 0 درجة مئوية (32 °F) (أو −3 °م (27 °ف))، حيث تشير k إلى أن متوسط شهر واحد على الأقل أقل من 0 درجة مئوية.
تقع المناطق الصحراوية على طول السواحل الغربية للقارات في المواقع الاستوائية أو شبه الاستوائية التي تتميز بضباب متكرر وسحب منخفضة، على الرغم من حقيقة أن هذه الأماكن من بين أكثر الأماكن جفافاً على وجه الأرض من حيث هطول الأمطار الفعلي المتلقاة تم تصنيفها على أنها BWn مع n تشير إلى a يتميز المناخ بكثرة الضباب. يمكن العثور على فئة BSn في ضباب السهوب الساحلية.

### مناخ جاف (BW)
| - كوبر بيدي، أستراليا. - أليس سبرينجز، أستراليا. - ألمرية، الأندلس، إسبانيا. - لاس بالماس، جزر الكناري، إسبانيا. - بغداد، العراق. - بيكرسفيلد ، كاليفورنيا، الولايات المتحدة. - أبينجتون، الكاب الشمالية جنوب إفريقيا. - هيرموسيلو ، سونورا ، المكسيك. - فينيكس ، أريزونا ، الولايات المتحدة. - لاس فيغاس ، نيفادا ، الولايات المتحدة. - وادي الموت ، كاليفورنيا ، الولايات المتحدة، موقع أعلى درجة حرارة للهواء تم تسجيلها على الإطلاق على الأرض. - القدس ، المنطقة الجنوبية ، فلسطين. - العزيزية ، جعفرة ، ليبيا. - كراتشي ، باكستان. - الدوحة ، قطر. - الرياض ، المملكة العربية السعودية. | - مدينة الكويت ، الكويت. - مكة ، منطقة مكة ، المملكة العربية السعودية. - دبي ، الإمارات العربية المتحدة. - مسقط ، عمان. - القاهرة ، مصر. - الإسكندرية ، مصر. - الخرطوم ، السودان. - مدينة جيبوتي ، جيبوتي. - نواكشوط ، موريتانيا. - تمبكتو ، مالي. - ليما ، بيرو. - إل باسو ، تكساس ، الولايات المتحدة. - عشق أباد ، تركمانستان. - توربان ، شينجيانغ ، الصين. - ليه ، الهند. - نوكوس ، أوزبكستان. - آرال، كازاخستان. - دمشق ، سوريا. - والفيس باي ، منطقة إيرونجو ، ناميبيا. |

### مناخ شبه جاف (السهوب)(BS)
- جودبور ، الهند.
- أورانجيستاد ، أروبا.
- اليكانتي، أسبانيا.
- سانتا كروز دي تينيريفي ، جزر الكناري ، إسبانيا.
- جبل عيسى ، كوينزلاند ، أستراليا.
- هونولولو ، هاواي ، الولايات المتحدة.
- أوديسا ، تكساس ، الولايات المتحدة.
- مونتيري ، المكسيك.
- مدينة كويريتارو ، كويريتارو ، المكسيك.
- ماراكايبو ، فنزويلا.
- بترولينا ، بيرنامبوكو ، البرازيل.
- باتوس ، بارايبا ، البرازيل.
- بيرايوس ، اليونان.
- نيقوسيا ، قبرص.
- عمان ، محافظة عمان ، الأردن.
- طرابلس ، ليبيا.
- مقديشو ، الصومال.
- داكار ، السنغال.
- واغادوغو ، بوركينا فاسو.
- أكرا ، غانا.
- نجامينا ، تشاد.
- لواندا ، أنغولا.
- ويندهوك ، ناميبيا.
- ماندالاي ، ميانمار.
- بورت لويس ، موريشيوس.
- لامبيدوزا ، صقلية ، إيطاليا.
- كيمبرلي ، نورثرن كيب ، جنوب أفريقيا.
- كورنول ، أندرا براديش ، الهند.
- وارانجال ، تيلانجانا ، الهند.
- توليارا ، مدغشقر.
- توكسون ، أريزونا ، الولايات المتحدة.
- رينو ، نيفادا ، الولايات المتحدة.
- يريفان ، أرمينيا.
- باكو ، أذربيجان.
- تبريز ، إيران.
- دنفر ، كولورادو ، الولايات المتحدة.
- بويز ، ايداهو، الولايات المتحدة.
- كاسبر ، وايومنغ ، الولايات المتحدة.
- كويتا ، باكستان.
- سرقسطة ، إسبانيا.
- قونية ، تركيا.
- مدينة زاكاتيكاس ، زاكاتيكاس ، المكسيك.
- استراخان ، روسيا.
- أولان-أودي ، روسيا.
- ليثبريدج ، ألبرتا ، كندا.
- ساسكاتون ، ساسكاتشوان ، كندا.
- كابول ، أفغانستان.
- حلب ، سوريا.
- تيانجين ، الصين.
- شيجياتشوانغ ، خبي ، الصين.
- لاسا ، منطقة التبت ذاتية الحكم ، الصين.
- أولان باتور ، منغوليا.
- كومودورو ريفادافيا ، الأرجنتين.
- لا كوياكا ، خوخوي ، الأرجنتين.
- بنديجو ، أستراليا.
- لاغولهاس ، ويسترن كيب ، جنوب إفريقيا.
- صنعاء ، اليمن.
- أسمرة ، إريتريا.
- الكسندرا ، نيوزيلندا.

## المجموعة ج: المناخات المعتدلة / المتوسطة الحرارة

توزيع المناخ المعتدل

في نظام مناخ كوبن، يتم تعريف المناخ المعتدل على أنه متوسط درجة الحرارة أعلى من 0 °م (32 °ف) (أو −3 °م (26.6 °ف)، كما لوحظ سابقًا) في أبرد شهر ولكن أقل من 18 °م (64.4 °ف). متوسط درجة الحرارة −3 °م (26.6 °ف) تقريبًا مع حد خط الاستواء للأرض المتجمدة والغطاء الجليدي الذي يستمر لمدة شهر أو أكثر.
الرسالة الثانية يشير إلى نمط هطول ث يشير الشتاء الجافة (جفافا متوسط هطول الأمطار في فصل الشتاء الشهر أقل من واحد على عشرة مبللة متوسط هطول الأمطار شهر الصيف. الصورة يدل على الأقل ثلاث مرات كما الكثير من المطر في شهر أمطار الشتاء كما هو الحال في شهر جفافا من الصيف. f تعني هطول كبير في جميع الفصول (لم يتم استيفاء مجموعة الشروط المذكورة أعلاه).
يشير الحرف الثالث إلى درجة حرارة الصيف - يشير أ إلى أحر شهر متوسط درجة حرارة فوق 22 °م (71.6 °ف) بينما يشير b إلى أحر شهر بمتوسط أقل من 22 درجة مئوية ولكن مع أربعة أشهر على الأقل بمتوسط أعلى من 10 °م (50.0 °ف)، وتشير c إلى شهر إلى ثلاثة أشهر بمتوسط أعلى من 10 °م (50.0 °ف).

### مناخات صيف البحر الأبيض المتوسط الحارة (Csa)
تحدث هذه المناخات عادة على الجوانب الغربية للقارات بين خطي عرض 30 درجة و45 درجة. تقع هذه المناخات في منطقة الجبهة القطبية في الشتاء، وبالتالي تتميز بدرجات حرارة معتدلة وطقس ممطر متغير. الصيف حار وجاف، بسبب هيمنة أنظمة الضغط العالي شبه الاستوائية، باستثناء المناطق الساحلية المباشرة، حيث يكون الصيف أكثر اعتدالًا بسبب وجود تيارات المحيط الباردة القريبة التي قد تجلب الضباب ولكنها تمنع المطر. :221–3

#### أمثلة Csa
| - بيروت، لبنان. - اللاذقية، سوريا. - حلبجة، العراق. - القدس. - تل أبيب. - طنجة، المغرب. - الدار البيضاء. - الجزائر، الجزائر. - فاليتا، مالطا. - روما، إيطاليا. - نابولي، إيطاليا. - مدريد، إسبانيا. - برشلونة. - ميورقة. - لشبونة، البرتغال. | - موناكو. - سان مارينو. - الفاتيكان. - مارسيليا، فرنسا. - أثينا، اليونان. - تونس، تونس. - إزمير، تركيا. - طشقند، أوزبكستان. - دوشنبه، طاجيكستان. - لوس أنجلوس، كاليفورنيا، الولايات المتحدة الأمريكية. - ساكرامنتو، الولايات المتحدة الأمريكية. - ميدفورد، أوريغون، الولايات المتحدة الأمريكية. - تيكاتي، المكسيك. - برث، أستراليا. - أديلايد، أستراليا. |

### مناخ البحر الأبيض المتوسط دافئ / صيفي بارد (Csb)
يمتد مناخ الصيف الجاف أحيانًا إلى مناطق إضافية (أحيانًا شمال أو جنوب) مناخات البحر الأبيض المتوسط النموذجية، ولكن نظرًا لأن متوسط درجات الحرارة في أكثر الشهور دفئًا لا يصل إلى 22 °م (71.6 °ف) يتم تصنيفها على أنها Csb. بعض هذه المناطق تحد مناخ المحيط (Cfb)، باستثناء أنماط الصيف الجاف التي تلبي الحدود الدنيا لـ Cs في كوبن.

#### أمثلةCsb
| - كونسيبسيون، تشيلي. - باستو ، كولومبيا. - سان كارلوس دي باريلوتشي ، الأرجنتين. - ناكورو ، كينيا. - سان كريستوبال دي لا لاغونا ، إسبانيا. - سالامانكا ، إسبانيا. - بورتو ، البرتغال. - غواردا ، البرتغال. - رييتي ، إيطاليا. - أوهريد ، مقدونيا الشمالية. | - بيلجيك ، تركيا. - سان فرانسيسكو ، كاليفورنيا، الولايات المتحدة. - سانتا باربرا ، كاليفورنيا ، الولايات المتحدة. - سياتل ، واشنطن ، الولايات المتحدة. - فيكتوريا ، كولومبيا البريطانية ، كندا. - كيب تاون ، جنوب إفريقيا. - ألباني ، أستراليا الغربية ، أستراليا. - ديفونبورت، تسمانيا، أستراليا. - جبل جامبير ، جنوب أستراليا ، أستراليا. |

### مناخات صيف البحر الأبيض المتوسط الباردة (Csc)
توجد مناخات البحر الأبيض المتوسط الصيفية الباردة (Csc) في المناطق المرتفعة المجاورة للمناطق المناخية الساحلية Csb، حيث يمنع التأثير البحري القوي متوسط درجة الحرارة الشهرية في الشتاء من الانخفاض إلى أقل من 0 درجة مئوية. هذا المناخ نادر ويوجد في الغالب في الأطراف المناخية والمناطق المعزولة في جبال كاسكيدس وجبال الأنديز، حيث يمتد مناخ الصيف الجاف إلى القطب في الأمريكتين أكثر من أي مكان آخر. يمكن العثور على أمثلة نادرة لهذا المناخ في بعض المواقع الساحلية في شمال المحيط الأطلسي وعلى ارتفاعات عالية في هاواي.

#### أمثلةCsc
- أكوريري، أيسلندا، أو بدلاً من ذلك: مناخ شبه قطبي جاف صيفي.
- بالماسيدا، تشيلي.
- معسكر الحكومة، أوريغون، الولايات المتحدة.
- قمة هاليكالا، هاواي، الولايات المتحدة.
- هارستاد، النرويج، أو بدلاً من ذلك: مناخ شبه قطبي جاف صيفي.
- لياويني، أستراليا.
- سبيريت ليك، واشنطن، الولايات المتحدة.

### المناخات شبه الاستوائية الرطبة (Cfa)
تحدث هذه المناخات عادةً على السواحل الشرقية والجوانب الشرقية للقارات، وعادةً في خطي عرض العشرينات والثلاثينيات. على عكس مناخات البحر الأبيض المتوسط الجافة في الصيف، تتمتع المناخات شبه الاستوائية الرطبة بتدفق دافئ ورطب من المناطق المدارية مما يخلق ظروفًا دافئة ورطبة في أشهر الصيف. على هذا النحو، غالبًا ما يكون الصيف (وليس الشتاء كما هو الحال في مناخات البحر الأبيض المتوسط) هو الموسم الأكثر رطوبة.
يؤدي التدفق من المرتفعات شبه الاستوائية والرياح الموسمية الصيفية إلى تدفق جنوبي من المناطق الاستوائية يجلب الهواء الدافئ والرطب إلى الجانب الشرقي السفلي من القارات. غالبًا ما يكون هذا التدفق هو السبب في هطول أمطار رعدية صيفية متكررة ولكنها قصيرة العمر، وهي نموذجية جدًا في المناخات شبه الاستوائية في الجنوب مثل جنوب الولايات المتحدة وجنوب الصين واليابان. :223–6

#### أمثلةCfa
| - بوينس آيرس، الأرجنتين. - روساريو، الأرجنتين. - مونتفيدو، الأوروغواي. - أسونسيون، باراغواي. - فلوريانوبوليس، البرازيل. - بورتو أليغري، البرازيل. - بيلوتاس، البرازيل. - ساو باولو، البرازيل. - بريزبان، أستراليا. - سيدني، أستراليا. - كاتماندو، نيبال. - بوخارا، نيبال. - أتلانتا، الولايات المتحدة الأمريكية. - دالاس، الولايات المتحدة الأمريكية. - واشنطن العاصمة، الولايات المتحدة الأمريكية. - ناشفيل، الولايات المتحدة الأمريكية. - نيو أورلينز، الولايات المتحدة الأمريكية. - نيويورك، الولايات المتحدة الأمريكية. - آستارا، أذربيجان. - سامسون، تركيا. - سبليت. - بلغراد، صربيا. - لوغانو، سويسرا. | - سوتشي، روسيا. - كراسنودار، روسيا. - تبليسي، جورجيا. - تيرانا، ألبانيا. - ميلانو، إيطاليا. - بولونيا، إيطاليا. - البندقية، إيطاليا. - ليون، فرنسا. - تولوز، فرنسا. - سري نكر، الهند. - شانغهاي، الصين. - تشونغتشينغ، الصين. - غوانزو، الصين. - تايبيه، تايوان. - طوكيو، اليابان. - أوساكا، اليابان. - رشت، إيران. - ديربان، جنوب أفريقيا. |

### Cfb: مناخ محيطي

#### مناخ الساحل الغربي البحري
تحدث مناخات Cfb عادة في خطوط العرض الوسطى العليا على الجوانب الغربية للقارات بين خطي عرض 40 درجة و60 درجة ؛ هم عادة يقعون مباشرة في القطب الشمالي من مناخات البحر الأبيض المتوسط. ومع ذلك، في جنوب شرق أستراليا وجنوب شرق أمريكا الجنوبية وأقصى جنوب إفريقيا، يوجد هذا المناخ على الفور في اتجاه القطب من المناخات المعتدلة، في أماكن بالقرب من الساحل وعلى خط عرض أقل إلى حد ما. في أوروبا الغربية، يحدث هذا المناخ في المناطق الساحلية حتى 68 درجة شمالاً في النرويج.
تهيمن الجبهة القطبية على هذه المناخات على مدار السنة، مما يؤدي إلى طقس متغير وغالبًا ما يكون ملبدًا بالغيوم. الصيف معتدل بسبب تيارات المحيط الباردة. يكون الشتاء أكثر اعتدالًا من المناخات الأخرى في خطوط العرض المماثلة، ولكنه عادة ما يكون غائمًا جدًا، وغالبًا ما يكون رطبًا. توجد مناخات Cfb أيضًا على ارتفاعات عالية في بعض المناطق شبه الاستوائية والاستوائية، حيث سيكون المناخ هو مناخ غابة مطيرة شبه استوائية / استوائية إن لم يكن للارتفاع. تسمى هذه المناخات «المرتفعات». :226–9

#### أمثلة
| - باريس، فرنسا. - ليل، فرنسا. - بوردو، فرنسا. - سكاجن، الدنمارك. - كوبنهاغن، الدنمارك. - برغن، هوردالان، النرويج. - برلين، ألمانيا. - كولونيا، ألمانيا. - ميونخ، بافاريا، ألمانيا. - فيينا، النمسا، ألمانيا. - زيورخ، سويسرا. - برن، سويسرا. - فادوتس، ليختنشتاين. - لندن، المملكة المتحدة. - غلاسكو، اسكتلندا، المملكة المتحدة. - كارديف، المملكة المتحدة. - بلفاست، أيرلندا الشمالية، المملكة المتحدة. - دبلن، جزيرة أيرلندا. - إقليم بروكسل العاصمة، بلجيكا. - أمستردام، هولندا. - لوكسمبورغ، لوكسمبورغ. - بلباو، إسبانيا. - سانتياغو دي كومبوستيلا، إسبانيا. - سانتاندير، إسبانيا. | - كاكسياس دو سول، ريو غراندي دو سول، البرازيل. - جزيرة كروفو، الأزور، البرتغال. - زغرب، كرواتيا. - زونغولداق، تركيا. - أوكلاند، نيوزيلندا. - ويلينغتون، نيوزيلندا. - كرايستشرش، نيوزيلندا. - ملبورن، فيكتوريا، أستراليا. - هوبارت، تاسمانيا، أستراليا. - ولونغونغ، نيوساوث ويلز، أستراليا. - برينس روبيرت، كولومبيا البريطانية، كندا. - فانكوفر، كندا. - فوركس، واشنطن، الولايات المتحدة الأمريكية. - كيتشيكان، ألاسكا، الولايات المتحدة الأمريكية. - بلوك آيلاند، رود آيلاند، الولايات المتحدة الأمريكية. - مارثا فينيارد، ماساتشوستس، الولايات المتحدة الأمريكية. - نانتوكيت، ماساتشوستس، الولايات المتحدة الأمريكية. - جورج، جنوب أفريقيا. - بورت إليزابيث، جنوب أفريقيا. - مار دل بلاتا، بوينس آيرس، الأرجنتين. - فالديفيا، إقليم لوس ريوس، تشيلي. |

#### مناخ المرتفعات شبه الاستوائية مع هطول الأمطار بانتظام
مناخات المرتفعات شبه الاستوائية ذات الأمطار المنتظمة (Cfb) هي نوع من المناخ المحيطي يوجد بشكل أساسي في المرتفعات في أستراليا، مثل أو حول منطقة غريت ديفايدينغ في شمال ولاية نيو ساوث ويلز، وكذلك في قارات أخرى، مثل كما هو الحال في أمريكا الجنوبية من بين دول أخرى. على عكس مناخ Cwb النموذجي، فإنهم يميلون إلى انتشار هطول الأمطار بالتساوي على مدار العام. لديهم خصائص كل من مناخي Cfb وCfa، ولكن على عكس هذه المناخات، لديهم تباين كبير في درجات الحرارة اليومية وانخفاض الرطوبة، بسبب موقعهم الداخلي وارتفاعهم النسبي.

#### أمثلة
| - كيتو ، مقاطعة بيتشينتشا ، إكوادور. - كوينكا ، إكوادور. - بوغوتا ، كولومبيا. - مانيزاليس ، كولومبيا. - كوريتيبا ، بارانا ، البرازيل. - تيريسوبوليس ، ريو دي جانيرو ، البرازيل. - تشاتشابوي ، بيرو. - بون ، نورث كارولينا ، الولايات المتحدة. - خالابا ، المكسيك. - كوبان ، غواتيمالا. | - كونستانزا ، جمهورية الدومينيكان. - ليثجو ، نيو ساوث ويلز ، أستراليا. - مرتفعات كاميرون ، ماليزيا. - كودايكانال ، الهند. - نوارا إليا ، سريلانكا. - إلدوريت ، كينيا. - ماسيرو ، ليسوتو. - مثاثا ، جنوب إفريقيا. |

### مركبات الكربون الكلورية فلورية:المناخ القطبي المحيطي
مناخات المحيطات قطبي (مركبات الكربون الكلورية فلورية) تحدث صوب القطب أو على ارتفاعات أعلى من المناخات المعتدلة البحرية، وتقتصر في معظمها إما لتضييق شرائط الساحلية على هامش نحو القطب الغربي للقارات، أو، لا سيما في نصف الكرة الشمالي، إلى الجزر الواقعة قبالة هذه السواحل. تحدث في نصفي الكرة الأرضية، وغالبًا عند خطوط العرض من 60 درجة شمالًا وجنوبيًا إلى 70 درجة شمالًا وجنوبًا.

#### أمثلةCfc
- ريكيافيك، أيسلندا.
- تورشفان، جزر فارو.
- روست، النرويج (مركبات الكربون الكلورية فلورية)
- ليكنيس، لوفوتن، النرويج.
- مينا، تسمانيا، أستراليا.
- شارلوت باس، أستراليا.
- جزر أوكلاند، نيوزيلندا.
- بونتا أريناس، تشيلي.
- ريو غراندي، الأرجنتين.
- ريو توربيو، الأرجنتين.
- أونالاسكا، ألاسكا، الولايات المتحدة.

### مناخ شبه استوائي جاف ورطب شتاء (Cwa)
يتأثر Cwa بالرياح الموسمية، حيث يتميز بالشتاء الجاف الكلاسيكي - نمط الصيف الرطب المرتبط بمناخ الرياح الموسمية الاستوائية.

#### أمثلةCwa
| * لوبومباشي ، جمهورية الكونغو الديمقراطية. - لوساكا ، زامبيا. - بريتوريا ، جنوب إفريقيا. - ليلونغوي ، ملاوي. - قرطبة، الأرجنتين. - سانتياغو ديل استيرو ، الأرجنتين. - ماكاي ، كوينزلاند ، أستراليا. - إسلام أباد ، باكستان. - سيالكوت ، باكستان. - رانجبور ، بنغلاديش. - دلهي ، الهند. - لكناو ، الهند. | - جواهاتي ، الهند. - كاتماندو ، نيبال. - هايكو ، الصين. - تشنغتشو ، الصين. - تشنغدو ، سيتشوان ، الصين. - هونغ كونغ. - ماكاو. - تاونجي ، ميانمار. - هانوي ، فيتنام. - غوادالاخارا ، المكسيك. - كامبيناس ، البرازيل. |

### مناخ المرتفعات شبه الاستوائية الجافة في الشتاء (Cwb)
مناخ المرتفعات شبه الاستوائية الجافة (Cwb) هو نوع من المناخ يوجد بشكل رئيسي في المرتفعات داخل المناطق الاستوائية في أمريكا الوسطى وأمريكا الجنوبية وأفريقيا وآسيا أو مناطق في المناطق شبه الاستوائية. الشتاء ملحوظ وجاف، ويمكن أن يكون الصيف ممطرًا جدًا. في المناطق المدارية، تثير الرياح الموسمية الكتل الهوائية المدارية والشتاء الجاف بسبب الضغط شبه الاستوائي المرتفع.

#### أمثلةCwb
| - دا لات ، فيتنام. - جانجتوك ، الهند. - أوتي ، الهند. - شيرابونجي ، الهند. - تيمفو ، بوتان. - هاكا ، ميانمار. - موكهوتلونج ، ليسوتو. - كونمينغ ، الصين. - مباباني ، سوازيلاند. - نيروبي ، كينيا. - أروشا ، تنزانيا. | - مكسيكو سيتي ، المكسيك. - أديس أبابا ، إثيوبيا. - هراري ، زيمبابوي. - أنتاناناريفو ، مدغشقر. - جوهانسبرغ ، جنوب إفريقيا. - كوسكو ، بيرو. - كاجاماركا ، بيرو. - لاباز ، بوليفيا. - سالتا ، الأرجنتين. - كويتزالتنانغو ، غواتيمالا. |

### مناخ محيطي جاف - شتاء شبه قطبي (Cwc)
توجد مناخات المحيطات القطبية الجافة الشتوية (Cwc) في المناطق المرتفعة المجاورة لمناخات Cwb. هذا المناخ نادر ويوجد بشكل أساسي في مواقع معزولة معظمها في جبال الأنديز في بوليفيا وبيرو، وكذلك في المناطق الجبلية المتناثرة في جنوب شرق آسيا.

#### أمثلةCwc
- ال التو ، بوليفيا.
- بونو ، بيرو.

## المجموعة د: المناخات القارية / الحرارية الدقيقة

توزيع المناخ القاري

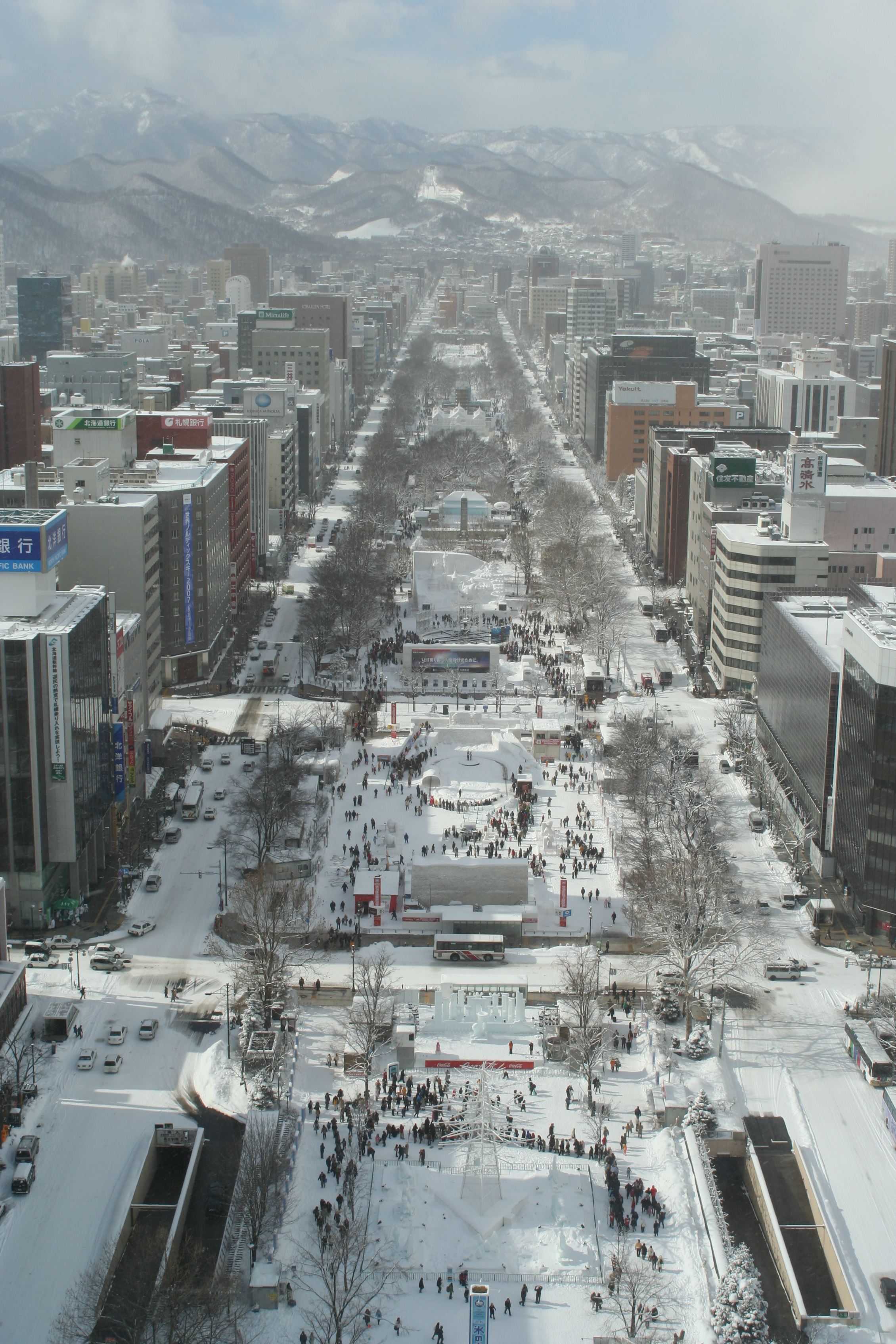
مدينة سابورو الثلجية

هذه المناخات لديها متوسط درجة حرارة أعلى من 10 درجة مئوية (50 درجة فهرنهايت) في الأشهر الأكثر دفئًا، ومتوسط الشهر الأكثر برودة أقل من 0 درجة مئوية (أو −3 °م (27 °ف)، كما لوحظ سابقًا). تحدث هذه عادة في المناطق الداخلية للقارات وعلى سواحلها الشرقية العليا، عادةً شمال 40 درجة شمالاً. في نصف الكرة الجنوبي، تعتبر مناخات المجموعة D نادرة للغاية بسبب كتل اليابسة الأصغر في خطوط العرض الوسطى والغياب شبه الكامل للأرض عند 40-60 درجة جنوبا، الموجودة فقط في بعض مواقع المرتفعات.

### مناخ قاري صيفي حار (Dfa / Dwa / Dsa)
تحدث مناخات Dfa عادة في خطوط العرض المرتفعة في الثلاثينيات والأربعينيات من القرن الماضي، مع متوسط درجة حرارة مؤهل في الشهر الأكثر دفئًا والذي يزيد عن 22 درجة مئوية / 72 درجة فهرنهايت. في أوروبا، تميل هذه المناخات إلى أن تكون أكثر جفافاً مما هي عليه في أمريكا الشمالية. يوجد Dsa على ارتفاعات أعلى متاخمة للمناطق ذات مناخات البحر الأبيض المتوسط الحارة (Csa). :231–2
توجد هذه المناخات فقط في نصف الكرة الشمالي لأن النصف الجنوبي من الكرة الأرضية لا يوجد به مواقع تجمع بين فصول الصيف الحارة والشتاء الثلجي لأن نصف الكرة الجنوبي لا توجد به مساحات كبيرة من الأرض معزولة عن التأثيرات المعتدلة للبحر داخل خطوط العرض العليا والمتوسطة.

#### أمثلة Dfa
- ألماتي، كازاخستان.
- أورال، كازاخستان.
- سابورو، اليابان.
- شيكاغو، إلينوي، الولايات المتحدة.
- بوسطن، ماساتشوستس، الولايات المتحدة.
- ديترويت، ميشيغان، الولايات المتحدة.
- منيابولس، مينيسوتا، الولايات المتحدة.
- تورنتو، أونتاريو، كندا.
- مونتريال، كيبيك، كندا.
- بوخارست، رومانيا.
- روستوف أون دون، روسيا.
- فولغوغراد، روسيا.
- دنيبرو، أوكرانيا.

في شرق آسيا، تمتد مناخات دوا إلى الجنوب بسبب تأثير نظام الضغط العالي في سيبيريا، والذي يتسبب أيضًا في جفاف الشتاء هناك، ويمكن أن يكون الصيف رطبًا جدًا بسبب دوران الرياح الموسمية.

#### أمثلةDwa
- بيونغ يانغ، كوريا الشمالية.
- سيول، كوريا الجنوبية.
- بكين، الصين.
- هاربين، الصين.
- شمال بلات، نبراسكا، الولايات المتحدة.

#### أمثلةDsa
- بيشكيك، قيرغيزستان.
- أراك، المحافظة المركزية، إيران.
- سلماس، مقاطعة أذربيجان الغربية، إيران.
- سقز، إقليم كردستان، إيران.
- هكاري، تركيا.
- موش، تركيا.
- سالت ليك سيتي، يوتا، الولايات المتحدة.

### مناخ قاري صيفي دافئ أو مناخ نصفي (Dfb / Dwb / Dsb)
مناخات Dfb تقع على الفور في اتجاه القطب من المناخات القارية الصيفية الحارة، بشكل عام في 40s و50s المنخفضة في خطوط العرض في أمريكا الشمالية وآسيا، وتمتد أيضًا إلى خطوط العرض الأعلى في وسط وشرق أوروبا وروسيا، بين المناخات البحرية المعتدلة والقارية شبه القطبية، حيث يمتد حتى خط عرض 65 درجة في بعض الأماكن.

#### أمثلةDfb
| * كوشيرو ، هوكايدو ، اليابان. - كاراجندا ، كازاخستان. - أوسلو ، النرويج. - ليلهامر ، النرويج. - ستوكهولم ، السويد. - هلسنكي ، فنلندا. - تالين ، إستونيا. - ريغا ، لاتفيا. - فيلنيوس ، ليتوانيا. - كييف ، أوكرانيا. - موسكو ، روسيا. - نوفوسيبيرسك ، روسيا. | - سانت بطرسبرغ ، روسيا. - مينسك ، بيلاروسيا. - وارسو ، بولندا. - بريشتينا ، كوسوفو. - أرضروم ، تركيا. - أرداهان ، تركيا. - إدمونتون ، ألبرتا ، كندا. - أوتاوا ، أونتاريو ، كندا. - هاليفاكس ، نوفا سكوشا ، كندا. - وينيبيغ ، مانيتوبا ، كندا. - مدينة كيبيك ، كيبيك ، كندا. - ووستر ، ماساتشوستس ، الولايات المتحدة. - ماركيت ، ميشيغان ، الولايات المتحدة. - بورتلاند ، مين ، الولايات المتحدة. |

#### أمثلةDwb
- كالجاري، ألبرتا، كندا.
- هيهي، الصين.
- فلاديفوستوك، روسيا.
- إيركوتسك، روسيا.
- بارونتورون، منغوليا.
- مقاطعة بيونغتشانغ، كوريا الجنوبية.
- بيمبينا، داكوتا الشمالية، الولايات المتحدة.

جهاز تسوية المنازعات ينشأ من نفس السيناريو كما دسا، ولكن على ارتفاعات أعلى أو خطوط العرض، وبصورة رئيسية في أمريكا الشمالية، منذ المناخات المتوسطية تمتد مزيد من نحو القطب في أوراسيا.

#### أمثلةDsb
- سيفاس، تركيا.
- روغون، طاجيكستان.
- دراس، الهند.
- ساوث ليك تاهو، كاليفورنيا، الولايات المتحدة.

### المناخات شبه القطبية أو الشمالية (Dfc / Dwc / Dsc)
مركز دبي للزهور، DSC وكلية دبي للطالبات المناخات تحدث صوب القطب أخرى المناخات مجموعة د، أو على ارتفاعات أعلى، وعادة بين 55 درجة إلى 65 درجة خطوط العرض الشمالية، تصل في بعض الأحيان حتى خط عرض 70 درجة شمالا. :232–5

#### أمثلةDfc / Dsc
| أمثلة Dfc - يلونايف ، الأقاليم الشمالية الغربية ، كندا. - طومسون ، مانيتوبا ، كندا. - مدينة لابرادور ، نيوفاوندلاند ولابرادور ، كندا. - فيربانكس ، ألاسكا ، الولايات المتحدة. - فريزر ، كولورادو ، الولايات المتحدة. - سان بيير وميكلون ، فرنسا. - أولو ، فنلندا. - تامبيري ، فنلندا. - لوليا ، السويد. - أرخانجيلسك ، روسيا. - نوريلسك ، روسيا. - ترومسو ، النرويج. - شارع. موريتز ، جريسنس ، سويسرا. - ليفينو ، إيطاليا. - ساريكاميس ، تركيا. - كانجرلوسواك ، جرينلاند. | أمثلة Dsc - أنكوراج ، ألاسكا ، الولايات المتحدة. - بريان هيد ، يوتا، الولايات المتحدة. - وايت هورس ، يوكون، كندا. - كوجوارابيك ، كيبيك ، كندا. - نيربا ، روسيا ، على حدود. - أنادير ، روسيا. - سكياك ، النرويج. - تشيتا، روسيا. - مقاطعة موهي ، هيلونغجيانغ ، الصين. - مدينة يوشو ، تشينغهاي ، الصين. - لوكلا ، نيبال. - دلتا جانكشن ، ألاسكا ، الولايات المتحدة. |

### مناخات شبه قطبية أو شمالية مع فصول شتاء شديدة (Dfd / Dwd / Dsd)
تتميز الأماكن التي يسودها هذا المناخ بشتاء قارس، حيث تقل درجة الحرارة في أبرد شهورها عن -38 درجة مئوية. تحدث هذه المناخات فقط في شرق سيبيريا. أصبحت أسماء بعض الأماكن التي يسودها هذا المناخ مرادفات حقيقية لبرودة الشتاء الشديدة القاسية.

#### أمثلةDfd
- ياكوتسك، جمهورية سخا، روسيا.
- فيرخويانسك، جمهورية سخا، روسيا.
- أوخوتسك بريفوز  [لغات أخرى]‏، جمهورية سخا، روسيا.
- زيريانكا، جمهورية سخا، روسيا.

#### أمثلةDWD
- أويمياكون، جمهورية سخا، روسيا.
- ديليانكير، جمهورية سخا، روسيا.
- ألاك-يون (ساها)، جمهورية سخا، روسيا.

## المجموعة هـ: المناخات القطبية

توزيع المناخ القطبي

في نظام مناخ كوبن، يتم تعريف المناخات القطبية على أنها أكثر درجات الحرارة دفئًا في أي شهر أقل من 10 درجة مئوية (50 درجة فهرنهايت). تنقسم المناخات القطبية أيضًا إلى نوعين، مناخات التندرا ومناخات الجليد:

### مناخ التندرا (ET)
مناخ التندرا (ET): أحر شهر يكون متوسط درجة الحرارة فيه بين 0 و10 درجة مئوية. تحدث هذه المناخات على الحواف الشمالية لكتل اليابسة في أمريكا الشمالية وأوراسيا (بشكل عام شمال 70 درجة شمالاً على الرغم من أنها قد توجد في أقصى الجنوب اعتمادًا على الظروف المحلية)، وفي الجزر المجاورة. تم العثور على مناخات ET أيضًا في بعض الجزر بالقرب من تقارب القطب الجنوبي، وعلى ارتفاعات عالية خارج المناطق القطبية، فوق خط الأشجار.
أمثلة
| - سيرو دي باسكو ، بيرو (عدد السكان 58899). - ماونت رينييه (التلال)، واشنطن ، الولايات المتحدة. - جزيرة ماكواري ، أستراليا. - جزر كروزيت («شرق البلاد»). - جزيرة كامبل ، نيوزيلندا. - جزر كيرغولين. - جزر الأمير إدواردز. - ستانلي ، جزر فوكلاند ، حدود المحيطات شبه القطبية. - جبل ويلينجتون ، تسمانيا ، أستراليا. - ميكينز ، جزر فارو. - بن نيفيس ، اسكتلندا ، المملكة المتحدة. - كيرن جورم ، اسكتلندا ، المملكة المتحدة. - لا رينكونادا ، بيرو (عدد السكان 60,000 ) | - جبل فوجي ، اليابان. - مرقاب ، طاجيكستان. - جبل واشنطن ، نيو هامبشاير ، الولايات المتحدة. - زوكشبتزا ، بافاريا ، ألمانيا. - يوريكا ، نونافوت، كندا. - إيكالويت ، نونافوت ، كندا. - Iكيبيك ، كندا. - نوك ، جرينلاند. - سفالبارد ، النرويج. - ميس شميدتا ، روسيا. - جزيرة ديكسون ، روسيا. - نوفايا زمليا ، أرخانجيلسك أوبلاست ، روسيا. - نورد ، غرينلاند . - قاعدة اسبيرانزا ، أنتاركتيكا. |

### مناخ الغطاء الجليدي (EF)
مناخ الغطاء الجليدي (EF): هذا المناخ هو السائد في أنتاركتيكا وداخل جرينلاند، ولكنه يحدث أيضًا على ارتفاعات عالية للغاية على الجبال، حتى فوق التندرا. متوسط درجات الحرارة الشهرية لا يتجاوز الصفر أبدًا درجة مئوية (32 درجة فهرنهايت).

#### أمثلةEF
- جبل رينييه (قمة)، واشنطن، الولايات المتحدة.
- جبل أرارات، تركيا.
- غروسغلوكنر، كارينثيا، النمسا.
- جبل إيفرست، الصين / نيبال.
- K2، الصين / باكستان.
- ساميت كامب، جرينلاند.
- بعض أجزاء من سيفيرنايا زيمليا، كراسنويارسك كراي، روسيا.
- محطة ماكموردو، أنتاركتيكا.
- سكوت بيس، أنتاركتيكا.
- محطة بيرد، أنتاركتيكا.
- محطة أموندسن-سكوت، أنتاركتيكا.
- محطة فوستوك، أنتاركتيكا، موقع أدنى درجة حرارة للهواء تم تسجيلها على الإطلاق على الأرض.

## الأهمية البيئية
يعتمد تصنيف مناخ كوبن على العلاقة التجريبية بين المناخ والغطاء النباتي. يوفر هذا التصنيف طريقة فعالة لوصف الظروف المناخية المحددة بواسطة درجة الحرارة وهطول الأمطار وموسميتها بمقياس واحد. نظرًا لأن الظروف المناخية التي حددها تصنيف كوبن ذات صلة بيئيًا، فقد تم استخدامها على نطاق واسع لرسم خريطة التوزيع الجغرافي للمناخ على المدى الطويل وظروف النظام البيئي المرتبطة.
على مدى السنوات الأخيرة، كان هناك اهتمام متزايد باستخدام التصنيف لتحديد التغيرات في المناخ والتغيرات المحتملة في الغطاء النباتي بمرور الوقت. أهم أهمية بيئية لتصنيف مناخ كوبن هو أنه يساعد على التنبؤ بنوع الغطاء النباتي السائد بناءً على البيانات المناخية والعكس صحيح.
في عام 2015، وجدت ورقة بحثية من جامعة نانجينغ نُشرت في مجلة نيتشر لتحليل التصنيفات المناخية أنه بين عامي 1950 و2010، انتقلت حوالي 5.7 ٪ من جميع مساحة الأرض في جميع أنحاء العالم من التصنيفات الأكثر رطوبة وبرودة إلى تصنيفات أكثر جفافاً وسخونة. وجد المؤلفون أيضًا أن التغيير «لا يمكن تفسيره على أنه تغيرات طبيعية ولكن مدفوعة بعوامل بشرية المنشأ».

## خرائط مناخ كوبن أخرى
جميع الخرائط تستخدم ≥0 تعريف درجة مئوية للمناخات المعتدلة و18 درجة مئوية متوسط عتبة درجة الحرارة السنوية للتمييز بين المناخات الساخنة والباردة الجافة.

أمريكا الشمالية
أوروبا
روسيا
آسيا الوسطى
شرق اسيا
جنوب امريكا
أفريقيا
الشرق الأوسط
جنوب آسيا
جنوب شرق آسيا
ميلانيزيا / أوقيانوسيا
أستراليا
نيوزيلاندا

## تلخيص نطاق المناخ
| الرمز | النطاق     | الوصف |
| أ     | مناخ مداري | - معدل الحرارة يتعدى 18°م لكل شهر - لا فصل بارد - معدل تساقط سنوي أعلى من معدل التبخر السنوي |
| ب     | مناخ قاحل  | - تبخر سنوي أعلى من معدل التساقطات. يحسب معيار التساقطات. ويتم ذلك عبر الطريقة التالية: - مضاعفة المعدل الحراري السنوي (بـ °مئوية) 20 مرة، ثم: - إضافة 280 إذا كان 70٪ من التساقطات السنوية قد سجل ما بين أبريل وسبتمبر في المنطقة المعتدلة الشمالية، أو بين أكتوبر ومارس في المنطقة الجنوبية؛ - أو إضافة 140 إذا كان 30٪ – 70٪ قد سجل في المدد الآنفة الذكر؛ - أو عدم إضافة أي شيء إذا كانت سجل أقل من 30٪ في الفترات الزمنية أعلاه. إذا كان معيار التساقطات أكثر من نصف التساقطات وليس كله فهذا المناخ يصنف مناخاً شبه قاحل. |
| ج     | مناخ معتدل | - معدل حراري للشهر الأكثر برودة محصور بين 0°م و18°م - معدل حراري للشهر الأكثر حرارة أعلى من 10°م - يتم تمييز فصلي الشتاء والصيف بوضوح أكثر. |
| د     | مناخ قاري  | - معدل حرارة الشهر الأكثر برودة أقل من 0°م - معدل حرارة الشهر الأكثر حرارة أكبر من 10°م - يمكن تمييز فصلي الشتاء والصيف بوضوح |
| هـ    | مناخ قطبي  | - معدل الشهر الأدفئ أقل من 10°م - فصل الصيف أقل ملاحظة. |

باعتماد المقاييس الكبيرة، تمتد النطاقات الكبرى من A إلى E، من خط الاستواء إلى القطب باتجاهيه الشمالي والجنوبي.

## تلخيص نظام التساقطات
| الرمز | الوصف | يضاف إلى النطاق |
| S     | - مناخ شبه قاحل - تساقطات محصورة بين 50٪ و100٪ من معيار التساقطات | B               |
| W     | - مناخ صحراوي - تساقطات سنوية أقل من 50٪ من معيار التساقطات | B               |
| w     | - مناخ جاف في فصل الشتاء - بالنسبة للنطاق A: مناخ السافانا، تساقطات الشهر الشتوي الأكثر جفافا أقل من 60 مـم - بالنسبة للنطاقين C وD: تساقطات الشهر الأكثر جفافا أقل من 10٪ من الشهر الأكثر رطوبة     | A-C-D           |
| s     | - مناخ جاف في الصيف - بالنسبة للنطاف A: مناخ السافانا، تساقطات الشهر الأكثر جفافا أقل من 60 مـم - بالنسبة للنطاقين C وD: تساقطات الشهر الأكثر جفافا أقل من 40 مـم و33٪ من تساقطات الشهر الأكثر رطوبة | A-C-D           |
| f     | - مناخ رطب، تساقطات على مدار السنة - بالنسبة للنطاق A: مناخ الغابة الإستوائية، هطول الشهر الأكثر جفافا أكثر من 60 مـم. - بالنسبة للنطاقين C وD: لا شهر جاف، لا «w» ولا «s»                           | A-C-D           |
| m     | - مناخ الرياح الموسمية : - هطول الشهر الأكثر جفافا أقل من 60 مـم | A               |
| T     | - حرارة الشهر الأكثر حرارة محصورة بين 0°م و10°م | E               |
| F     | - معدل حرارة الشهر الأكثر حرارة أقل من 0°م | E               |
| M     | - تساقطات شبه منعدمة - شتاء عادي (درجة حرارة الشهر الأكثر برودة أكثر من –10°م) | E               |

وبذلك يتم استنباط المناخات الجزئية التالية:
- Af: مناخ مداري ممطر
- Aw: مناخ مداري قاري
- As: مناخ السافانا بصيف جاف
- Am: مناخ مداري موسمي
- BS: مناخ السهوب (مناخ شبه قاحل)
- BW: مناخ صحراوي
- Cf: مناخ معتدل حار بدون شتاء جاف
- Cw: مناخ معتدل حار مع شتاء جاف
- Cs: مناخ معتدل حار مع صيف جاف (متوسطي)
- Df: مناخ قاري بارد بدون فصل جاف
- Dw: مناخ قاري بارد مع شتاء جاف
- Ds: مناخ قاري بارد مه صيف جاف
- ET: مناخ التندرا
- EF: مناخ جليدي

## تلخيص متغير الحرارة
ولتمييز النطاقات B،C وD بشكل أوضح، يضاف حرف لاتيني ثالث يحدد نوع التباين الحراري السنوي:
| الرمز                | الوصف | يضاف إلى النطاق |
| a: صيف حار           | - متوسط درجة حرارة الشهر الأكثر سخونة أكثر من 22°م                                                                                            | C-D             |
| b: صيف معتدل         | - متوسط درجة حرارة الشهر الأكثر سخونة أقل من 22°م - متوسط درجة حرارة أربعة أشهر الأكثر سخونة أكبر من 10°م                                     | C-D             |
| c: صيف قصير ومنعش    | - معدل حرارة الشهر الأكثر سخونة أقل من 22°م - المعدل الحراري الأعلى أكبر من 10°م لأقل من 4 أشهر - معدل حرارة الشهر الأكثر برودة أكبر من –38°م | C-D             |
| d: شتاء شديد البرودة | - معدل حرارة الشهر الأكثر برودة أقل من –38°م                                                                                                  | D               |
| h: جاف وحار          | - المعدل الحراري السنوي أكبر من 18°م | B               |
| k: جاف وبارد         | - المعدل الحراري السنوي أقل من 18°م | B               |

## أنواع المناخ
| النطاق | أنواع المناخ                                                                          |
| A      | - مداري ممطر: (Af) - مداري موسمي: (Am) - مداري قاري: (Aw،As)                          |
| B      | - صحراوي: (BWh،BWk،BWn) - شبه قاحل: (BSh،BSk،BSn)                                     |
| C      | - رطب شبه مداري: (Cfa، Cwa) - محيطي: (Cfb،Cwb،Cfc،Cwc) - متوسطي: (Csa،Csb،Csc)        |
| D      | - رطب قاري: (Dsa، Dwa، Dfa، Dwb، Dsb، Dfb) - شبه قطبي: (Dsc، Dwc، Dfc، Dsd، Dwd، Dfd) |
| E      | - مناخ التندرا: (ET) - مناخ جليدي: (EF)                                               |

## أمثلة
- الصحراء الكبرى تنتمي النوع BWh.
- الساحل الأفريقي ينتمي إلى النوع BSh.
- مدينة نيويورك تنتمي إلى النوعين Cfa أو Dfa.
- المنطقة الاستوائية تنتمي إلى النوع Af.
- معظم أنحاء فرنسا وكذلك بلجيكا تنتمي إلى النوع Cfb.
- تنتمي الأمازون إلى الأنواع Aw، Af وAm.
- جزر كيرغولين تنتمي للمناخ ET.
- ينتمي وسط غرينلاند إلى النوع EF.
- تنتمي سيبيريا للنوع Dfc.

## روابط خارجية
- خريطة العالم لتصنيف مناخ كوبن - جيجر للفترة 1951-2000
- خرائط المناخ العالمي، باستخدام تصنيف كوبن (منظمة الأغذية والزراعة، 1999) نسخة محفوظة 10 يناير 2021 على موقع واي باك مشين..

### سجلات المناخ
- مركز توزيع البيانات IPCC.

## وصلات خارجية
- خريطة العالم طبقا لتصنيف مناخ كوبن–غايغر للفترة الممتدة من 1951 حتى عام 2000
- خريطة العالم المناخية باستخدام تصنيف كوبن (منظمة فاو، 1999) نسخة محفوظة 10 يناير 2021 على موقع واي باك مشين.